# Portés disparus 3
Pour les articles homonymes, voir Portés disparus.
Série
Portés disparus 2
(1985)
Pour plus de détails, voir Fiche technique et Distribution.
Braddock : Portés disparus 3 (Braddock: Missing in Action III) est un film américain réalisé par Aaron Norris, sorti en 1988. C'est la suite de Portés disparus et de son préquelle Portés disparus 2.
Le film est connu pour sa réplique culte (voir plus bas).

## Synopsis
1987. Douze ans ont passé depuis la fin de la guerre du Vietnam. Par le biais du révérend Polanski, le colonel James Braddock apprend que son épouse, qu'il croyait morte lors de la chute de Saïgon, est encore en vie et qu'elle a donné le jour à leur fils, Van Tan Cang, peu après la fin du conflit. Braddock retourne donc au Vietnam pour les retrouver, mais tous trois sont capturés par le général Quoc, un impitoyable et cruel militaire.

## Fiche technique
- Titre original : Braddock: Missing in Action III
- Réalisation : Aaron Norris
- Scénario : Chuck Norris et James Bruner
- Pays d'origine : États-Unis
- Genre : action - drame
- Budget : 24 millions de dollars
- Durée : 95 minutes
- Date de sortie française : 2 mars 1988
- DVD / BD paru en France le 09 août 2023.

## Distribution
- Chuck Norris (VF : Bernard Tiphaine) : Col. James Braddock
- Miki Kim (VF : Denise Metmer) : Lin Tan Cang
- Roland Harrah III : Van Tan Cang
- Aki Aleong : Général Quoc
- Yehuda Efroni (VF : Yves Barsacq) : Rév. Polanski
- Jack Rader (VF : Pierre Hatet) : Little John
- Ron Barker (VF : Jacques Frantz) : Mik

## Réplique culte
Le dialogue suivant entre le héros, interprété par Chuck Norris, et son supérieur corrompu, est devenu célèbre dans sa version française (interprétée par Bernard Tiphaine)  auprès des amateurs de nanars, notamment grâce au site internet Nanarland : 

« – Braddock ! Je vous préviens, attention où vous mettez les pieds !

– Je mets les pieds où je veux, Little John... et c'est souvent dans la gueule. »

En version originale :

« – Braddock! I'm warning you. Don't step on any toes.

– I don't step on toes, Littlejohn. I step on necks. »

## Erreur géographique
La dernière scène du film est supposée se dérouler près d'un pont, passage frontière entre le Vietnam et la Thaïlande, or ces deux pays n'ont pas de frontière commune.